# Aran-o-Bidgol (Verwaltungsbezirk)
Aran-o-Bidgol (persisch شهرستان آران و بیدگل) ist ein Schahrestan in der Provinz Isfahan im Iran. Er enthält die Stadt Aran-o-Bidgol, welche die Hauptstadt des Verwaltungsbezirks ist. Der Bezirk hat vier Städte: Aran-o-Bidgol, Abuzeydabad, Nushabad und Sefidshahr.

## Demografie
Bei der Volkszählung 2016 betrug die Einwohnerzahl des Schahrestan 103.517. Die Alphabetisierung lag bei 86 Prozent der Bevölkerung. Knapp 88 Prozent der Bevölkerung lebten in urbanen Regionen.
| Zensusjahr | Einwohnerzahl |
| ---------- | ------------- |
| 2011       | 97.409        |
| 2016       | 103.517       |